# Yo seré la última
Yo seré la última: Historia de mi cautiverio y mi lucha contra el Estado Islámico es un libro de la autora Nadia Murad (activista de los derechos humanos iraquí), publicado en 2017. Este libro cuenta en primera persona la historia de una niña que fue secuestrada, torturada y violada por el Estado Islámico. Su historia ha dado la vuelta al mundo. Se trata de un lanzamiento internacional que ha tenido mucho éxito, y ha sido traducido en 25 idiomas. Además cuenta con el prólogo de su abogada, Amal Clooney. A día de hoy, la historia de Nadia es un llamamiento para terminar con los crímenes del Estado Islámico. Se ha convertido en una de las líderes de un movimiento que busca acabar con las atrocidades que actualmente siguen cometiendo con niños y niñas en Siria, y así liberar a más de 3000 niñas que siguen secuestradas por el EI. El libro de la joven, incluso ha llegado hasta el grupo terrorista, que se ha visto amenazado.

## Resumen de la trama
Nadia pertenecía a una familia de campesinos yazidíes. Vivían de lo poco que les daba la agricultura y la ganadería. Los pastores y agricultores que llegaron primero a la aldea, construyeron casas para proteger a sus mujeres del frío mientras ellos trabajaban llevando el rebaño de un lado a otro. El 15 de agosto de 2014, el Estado Islámico irrumpió de madrugada en Kocho, la pequeña aldea donde vivía junto a su familia, al norte de Irak. Los yazidíes siempre han sido perseguidos por sus creencias religiosas, y el EI cometió un genocidio asesinando hombres y mujeres sin pudor. Asesinaron a sus seis hermanos y a su madre, y ella fue la única que sobrevivió a la masacre. Los cuerpos de familiares, amigos y vecinos de la joven fueron tirados en fosas comunes. A los hombres los asesinaron sin piedad, a los niños los secuestraron para llevarlos a campamentos de Siria y adoctrinarlos. Ella tenía veintiún años cuando la secuestraron para venderla como esclava sexual, al igual que miles de jóvenes como ella. Abandonó sus estudios, su casa, y su vida para ser torturada, violada y vejada día tras día. Tanto ella como sus compañeras, eran objetos sexuales para los militantes, que se turnaban para violarlas. Incluso las obligaban a maquillarse y arreglarse adecuadamente para la posterior violación. Eran vendidas en distintos mercados cercanos, incluso en Facebook por unos veinte dólares. La quemaban con cigarrillos y la llamaban "sucia infiel". Una noche, fue brutalmente violada por un grupo de hombres que abusaron de ella, y la golpearon gasta dejarla totalmente inconsciente. Sufrió un calvario durante tres meses hasta que logró escapar en Mosul de milagro gracias a un despiste de los secuestradores. Una familia musulmana la ayudó y la refugió en su casa durante quince días. Después pudo huir a uno de los campos de refugiados que hay a las afueras de Duhok, Kurdistán. A diferencia de ella, otras miles de niñas fueron brutalmente violadas hasta su muerte. Gracias a un proyecto del campo de refugiados, se fue a Alemania para contar su historia y hacer un llamamiento a los líderes de todo el mundo para acabar con los crímenes del Estado Islámico.

## Explicación del título de la novela
Yo seré la última es una carta a una comunidad totalmente vulnerable, a un país destrozado y a familias devastadas por la guerra. Es la historia de una joven, que con su testimonio y su valentía, desea cambiar el mundo y que nadie olvide su calvario. Quiere ser la última persona en el mundo que tenga que vivir esta terrible historia.

## Personajes
- Dimal: hermano de Nadia
- Adkee: hermana de Nadia
- Hezni: hermano de Nadia
- Saoud: hermano de Nadia
- Khaled: hermano de Nadia
- Massoud: hermano de Nadia
- Walid: hermanastro de Nadia
- Nawaf: hermanastro de Nadia
- Jilan: secuestrada del EI
- Miran: secuestrada del EI
- Katherine: secuestrada del Ei
- Nafah: militante y secuestrador del EI
- Nasser: militante y secuestrador del EI